# Úrsula Mena Lozano
Ursula Mena Lozano (Quibdó, 1959) es una escritora, periodista e investigadora colombiana, reconocida principalmente por publicar algunas obras de la destacada escritora chocoana Teresa Martínez de Varela y por escribir un libro biográfico sobre la autora: En honor a la verdad: Teresa Martínez de Varela (1913-1998).

## Carrera
Mena cuenta con una licenciatura en idiomas y con especializaciones en Periodismo para el Medio Ambiente y en Producción y Dirección de Entrenamiento. Realizó además una Maestría en Comunicación y Cultura en la Pontificia Universidad Javeriana. Durante su carrera profesional se ha desempeñado como periodista de prensa, televisión y radio; investigadora, consultora, docente universitaria e interventora de proyectos. Como escritora ha publicado más de una decena de libros, entre los que destacan Políticas culturales en Colombia, Relatos de mar e Indicios para leer el amor en la poesía negra chocoana.
La autora logró reconocimiento en su país luego de publicar parte de la obra de Teresa Martínez de Varela, una destacada escritora, poetisa y docente chocoana, madre del popular músico y compositor Jairo Varela. En 2009 publicó una biografía de Martínez de Varela, titulada En honor a la verdad: Teresa Martínez de Varela (1913-1998), donde resalta su labor en los campos de la docencia, la escritura y la exposición de la cultura y valores tradicionales de la costa pacífica colombiana. Para escribir el libro, pasó varias horas entrevistando a Martínez, que ya contaba con una avanzada edad.

## Obras destacadas
- 1988 - Relatos de mar
- 1994 - Políticas culturales en Colombia
- 1995 - Indicios para leer el amor en la poesía negra chocoana
- 2009 - Cantos de amor y soledades
- 2009 - En honor a la verdad: Teresa Martínez de Varela (1913-1998)
- 2013 - Los afrocolombianos en la legislación educativa colombiana
- 2013 - Modelo pedagógico etnoeducativo emancipador